# Behind the Music (album The Soundtrack of Our Lives)
Behind the Music è il terzo album in studio del gruppo rock svedese The Soundtrack of Our Lives. È stato originariamente pubblicato in Europa nel febbraio 2001 e successivamente in tutto il mondo nei due anni successivi. L'album è stato il record rivoluzionario della band al di fuori della nativa Svezia ed è stato nominato per il premio Best Alternative Album ai Grammy Awards 2003 . Tra i loro nuovi fan c'era Noel Gallagher, che ha proclamato Behind the Music "il miglior album uscito negli ultimi sei anni" e ha invitato The Soundtrack of Our Lives a unirsi al tour britannico ed europeo degli Oasis nel 2002.
La copertina presenta le maschere in alginato dei volti dei sei membri della band, realizzate dagli artisti svedesi Per Svensson e Anna Strid. Svensson e il frontman del gruppo Ebbot Lundberg avevano precedentemente collaborato a un progetto artistico e sonoro sperimentale chiamato "Audio Laboratory".

## Tracce
1. Infra Riot – 4:45 (Ebbot Lundberg, Mattias Bärjed, Åke Karl Kalle Gustafsson)
2. Sister Surround – 3:35 (Lundberg, Bärjed)
3. In Someone Else's Mind – 2:45 (Lundberg, Bärjed)
4. Mind the Gap – 4:21
5. Broken Imaginary Time – 5:14 (Gustafsson)
6. 21st Century Rip Off – 3:56
7. Tonight – 3:42 (Lundberg, Martin Hederos)
8. Keep the Line Movin' – 2:47
9. Nevermore – 3:21 (Lundberg, Bärjed, Björn Olsson)
10. Independent Luxury – 3:59 (Lundberg, Bärjed)
11. Ten Years Ahead – 2:51 (Lundberg, Bärjed)
12. Still Aging – 3:52
13. In Your Veins – 4:22
14. The Flood – 2:47
15. Into the Next Sun – 5:06 (Lundberg, Bärjed)